# Stylogomphus inglisi
Stylogomphus inglisi – gatunek ważki z rodziny gadziogłówkowatych (Gomphidae).